# 바철마시구

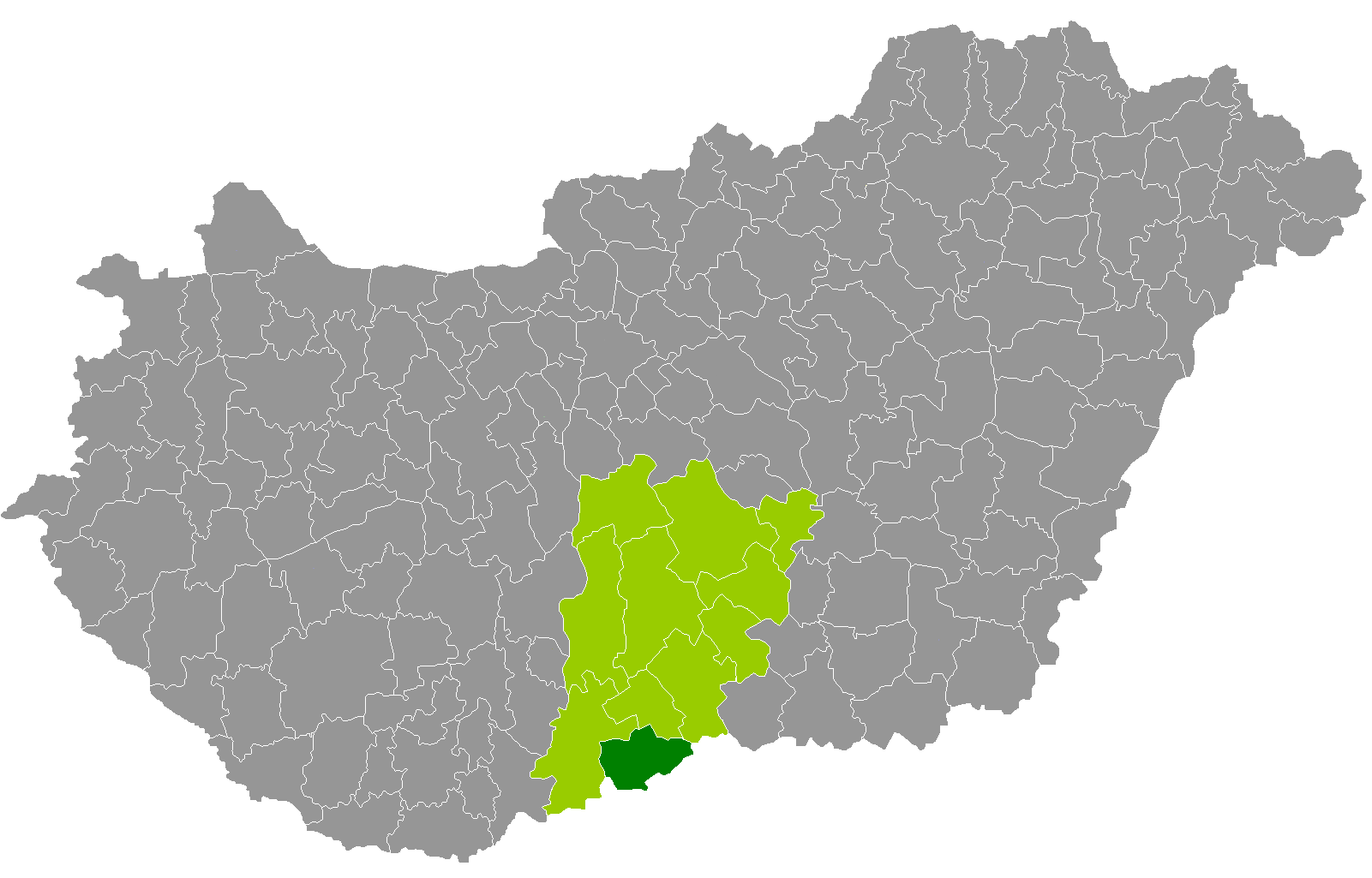
바치키슈쿤주 지도에 표시된 바철마시구의 위치

바철마시구(헝가리어: Bácsalmási járás)는 헝가리 바치키슈쿤주에 위치한 구로 구청 소재지는 바철마시이며 면적은 561.71km2, 인구는 20,094명(2011년 기준), 인구 밀도는 52명/km2이다.
동쪽과 남쪽으로는 세르비아와 국경을 접하며 서쪽으로는 버여구, 북쪽으로는 야노슈헐머구, 키슈쿤헐러시구와 접한다. 10개 지방 자치체(1개 시, 9개 마을)를 관할한다.

구 문장